# Коломієць Віра Порфирівна
Ві́ра Порфи́рівна Коломі́єць (нар. 1918, село Квітки, Канівський повіт, Київська губернія — ?) — українська радянська діячка, вчителька Корсунь-Шевченківської неповної середньої школи № 2 Київської області. Депутат Верховної Ради УРСР 2-го скликання.

## Життєпис
Народилась 1918 року в селянській родині в селі Квітки, тепер Корсунь-Шевченківського району Черкаської області. Батько помер у 1921 році.
У 1933 році вступила до комсомолу. У 1936 році закінчила Корсунь-Шевченківський педагогічний технікум Київської області.
З 1936 року працювала вчителькою Жмеринської залізничної середньої школи Вінницької області.
Під час німецько-радянської війни перебувала у евакуації, працювала директором неповної середньої школи Новосибірської області РРФСР.
З 1944 року — вчителька історії Корсунь-Шевченківської неповної середньої школи № 2 Київської області.
Член ВКП(б) з березня 1946 року.

## Нагороди
- ордени
- медалі